# North Gloucestershire Association Football League
North Gloucestershire Association Football League är en engelsk fotbollsliga baserad i Gloucestershire, grundad 1907. Den har fyra divisioner och toppdivisionen Premier Division ligger på nivå 14 i det engelska ligasystemet.
Ligan är en matarliga till Gloucestershire Northern Senior Football League.

## Mästare
| Säsong  | Premier Division | Division One    | Division Two                   | Division Three        | Division Four         |
| ------- | ---------------- | --------------- | ------------------------------ | --------------------- | --------------------- |
| 2007/08 | Soudley          | Redbrook Rovers | Avenue FC                      | Woolaston Res         | Viney St Swithens Res |
| 2008/09 | Aylburton Rovers | Huntley         | Howle Hill                     | Viney St Swithens Res | White Horse           |
| 2009/10 | Minsterworth     | Newnham United  | Ruardean Hill Rangers Reserves | Ruspidge United       | Sling United          |
| 2010/11 | Minsterworth     | Whitecroft      | St. Briavels                   | Weston Athletic       | Ruardean United       |

Källa: FA Full-Time